# Droga wojewódzka nr 476
Droga wojewódzka nr 476 (DW476) – droga wojewódzka łącząca drogę krajową DK74 w Nowym Świecie z drogą krajową DK74 w Kanadzie. Droga poprowadzona starym śladem DK74 przez Bełchatów, która przed otwarciem trasy ekspresowej S8 była drogą krajową nr. 8.

## Miejscowości leżące przy trasie DW476
- Nowy Świat
- Bełchatów
- Kanada